# Trstěnice (ort i Tjeckien, Pardubice)
Trstěnice är en ort i Tjeckien.   Den ligger i regionen Pardubice, i den östra delen av landet, 140 km öster om huvudstaden Prag. Trstěnice ligger 420 meter över havet och antalet invånare är 464.
Terrängen runt Trstěnice är lite kuperad. Runt Trstěnice är det ganska glesbefolkat, med 38 invånare per kvadratkilometer. Närmaste större samhälle är Svitavy, 9,6 km öster om Trstěnice. Trakten runt Trstěnice består till största delen av jordbruksmark.